# Прия Рай
Прия Рай (на английски: Priya Rai) е артистичен псевдоним на американската порнографска актриса от индийски произход Анжели Сайп (Anjeli Sipe), родена на 25 декември 1977 г. в град Ню Делхи, метрополис Делхи, Индия.
Поставена е на 19-о място в класацията на списание „Комплекс“, наречена „Топ 100 на най-горещите порнозвезди (точно сега)“ от юли 2011 г.
През 2013 г. обявява края на кариерата си в порното и че започва да се снима само в игрални филми, включително и във филмови проекти на индийската киноиндустрия Боливуд.

## Награди и номинации
Носителка на индивидуални награди
- 2011: NightMoves награда за най-добра MILF изпълнителка (избор на авторите).[5]

Носителка на награди за изпълнение на сцени
- 2009: AVN награда за най-добра групова секс сцена само с момичета – „Мажоретки“ (с Адреналин, Шей Джордан, Стоя, Мемфис Монро, Бриана Лов, София Санти, Джеси Джейн и Лекси Тайлър).[6][7]

Номинации за индивидуални награди
- 2009: Номинация за AVN награда за най-добра нова звезда.[8][7]
- 2010: Номинация за AVN награда за най-добра нова уеб звезда.[9]
- 2010: Номинация за F.A.M.E. награда за любими гърди.[10]
- 2010: Номинация за AEBN VOD награда за изпълнител на годината.[11]
- 2012: Номинация за NightMoves награда за най-добри гърди.[12]

Номинации за награди за изпълнение на сцени
- 2010: Номинация за AVN награда за най-добра секс сцена с трима изпълнители.[7]

Други признания и отличия
- 2010: Списание Cheri: курва на месец април.[13]